# 中国科学院广州分院
中国科学院广州分院是中国科学院的派出机构，负责联络和协调中国科学院在广东省的科研单位。

## 历史沿革
1956年4月19日，成立中国科学院广州分院筹备委员会。1958年12月29日，正式成立中国科学院广州分院。
1961年1月25日，广州分院与武汉分院合并成立中国科学院中南分院。1969年12月30日，中国科学院中南分院撤销。 
1978年5月23日，恢复中国科学院广州分院。1978年1月5日，成立广东省科学院。两院合署办公，“一套机构，两块牌子”。
2015年6月28日，广东省将省科学院、省工业技术研究院、省测试分析研究所、省石油化工研究院等研究院所整合组建为新的广东省科学院。从此两院分离，各自独立运营。